# Костадин Ангелов – Лаптопа
Костадин Георгиев Ангелов – Лаптопа е бивш български футболист и настоящ треньор.

## Биография
Костадин Ангелов е роден нпрез 1973 година в София. Притежава лиценз „Про“ от Българска Треньорска Школа и висше образование със степен „Магистър“ от НСА „Васил Левски“ със специалност „Спортен мениджмънт“. Израства в школата на ЦСКА и се състезава за „Чардафон“ (Габрово) и „Видима-Раковски“ (Севлиево). Започва треньорската си кариера в Севлиево, като помощник на Пламен Марков, като регистрира рекорд за най-млад специалист водил отбор в А група, след напускането на Пламен Марков, когато ръководството на клуба му гласува доверие, той успява да вкара отбора на ФК „Видима-Раковски“ (Севлиево) в А група. През 2008 г. е назначен за старши треньор на Ботев (Пловдив), през 2009 заминава за Индонезия, където тренира отборът на „Про Дута“. От септември 2010 г. назначен за треньор на Пирин (Благоевград).
Успява да остави „Пирин“ (Благоевград) в А група, въпреки тежкото финансово състояние на клуба. След фалита на Пирин (Благоевград) поема ФК „Видима-Раковски“ (Севлиево) за втори път и в решаващия бараж за А група успява да спаси и него, така се превръща в единствения треньор, успял да остави два отбора в А група в един сезон. 2013 г. води „Пирин“ Гоце Делчев в А група. а през 2014 – 2015 Оборище (Панагюрище) във В група. Напуска клубът, оставяки го на първо място.
През 2015 г. поема Витоша (Бистрица) в аматьорския футбол и за 3 години успява да изкачи клубът до Първа лига след бараж срещу Нефтохимик (Бургас). През 2018 г. успява да спаси футболен клуб Витоша (Бистрица), като печели баражите за промоция/оставане в Първа лига срещу Пирин (Благоевград) и Локомотив (София).
Следващата година се оттегля от треньоорството и започва да изпълнява длъжността на главен мениджър на Витоша (Бистраица), която изпълнява до настоящия момент.

## Треньорска кариера
- 2002 – 2006 ФК Севлиево (Севлиево) „помощник-треньор“
- 2006 – 2007 ФК Севлиево (Севлиево) „старши треньор (Б група)“
- 2007 – 2008 ФК Севлиево (Севлиево) „старши треньор (А група)“
- 2008 – 2009 Ботев (Пловдив) „старши треньор (А група)“
- 2009 – 2010 ФК Про Дута Индонезия „старши треньор“
- 2010 – 2011 Пирин (Благоевград) „старши треньор (А група)“
- 2011 ФК Севлиево (Севлиево) „старши треньор (А група)“
- 2013 Пирин (Гоце Делчев) „старши треньор (А група)“
- 2014 Оборище (Панагюрище) „старши треньор (В група)“
- 2015 Витоша (Бистрица) „старши треньор (В група)“
- 2016 Витоша (Бистрица) „старши треньор (Втора лига)“
- 2017 Витоша (Бистрица) „старши треньор (Първа лига)“
- 2018 Витоша (Бистрица) „старши треньор (Първа лига)“
- 2020 Витоша (Бистрица) „старши треньор (Втора лига)“
- 2020 – 2021 Янтра (Гарброво) „старши треньор (Втора лига)“
- 2023 –  ЦСКА София „директор на Академия ЦСКА“

## Кариера като футболист
- ДЮШ на ЦСКА
- НСА „Васил Левски“ (София) 1990 – 1992
- Янтра (Габрово) 1992 – 1996
- ФК Севлиево (Севлиево) 1996 – 2002